# 733
733（七百三十三、ななひゃくさんじゅうさん）は自然数、また整数において、732の次で734の前の数である。

## 性質
- 733は130番目の素数である。1つ前は727、次は739。
  - 約数の和は734。
- 25番目の右切り捨て可能素数である。1つ前は719、次は739。
- 10進数表記において桁を逆に並べても素数となる23番目のエマープである。 1つ前は709、次は739。
  - 7,3,3 からできるどの3桁の整数もすべて素数となる20番目の数である。1つ前は373、次は919。(オンライン整数列大辞典の数列 A003459)
  - 各桁の並び順を変えないで入れ替えてできる数がすべて素数となる22番目の数である。1つ前は719、次は919。(オンライン整数列大辞典の数列 A068652)
- 62番目の 4n + 1 型の素数であり、この類の素数は x2 + y2 と表せるが、733 = 272 + 22 である。1つ前は709、次は757。
- 62番目の 3n + 1 型の素数であり、この類の素数は x2 + 3y2 と表せるが、733 = 252 + 3 × 62 である。1つ前は727、次は739。
- 3 と 7 を使った5番目の素数である。1つ前は373、次は773。(オンライン整数列大辞典の数列 A020463)
  - a = 7 、b = 3 のときの ab…b の形で表せる36番目の素数である。1つ前は677、次は811。(オンライン整数列大辞典の数列 A061022)
  - 73…3 の形の2番目の素数である。1つ前は73、次は7333。(オンライン整数列大辞典の数列 A093675)
- 733 = 36 + 4
  - n = 6 のときの 3n + 4 の値とみたとき1つ前は247、次は2191。(オンライン整数列大辞典の数列 A168609)
    - 3n + 4 の形の5番目の素数である。1つ前は31、次は19687。(オンライン整数列大辞典の数列 A102903)
- 各位の和が13になる61番目の数である。1つ前は724、次は742。
  - 各位の和が13になる数で15番目の素数である。1つ前は661、次は751。(オンライン整数列大辞典の数列 A106755)
  - 各位の和が素数になる素数で、自身を作る数すべてが素数になる13番目の数である。1つ前は577、次は757。(オンライン整数列大辞典の数列 A062088)
- 733 = 22 + 272
  - 異なる2つの平方数の和で表せる217番目の数である。1つ前は730、次は738。(オンライン整数列大辞典の数列 A004431)
- 733 = 32 + 182 + 202 = 62 + 112 + 242 = 62 + 162 + 212
  - 3つの平方数の和3通りで表せる107番目の数である。1つ前は728、次は739。(オンライン整数列大辞典の数列 A025323)
  - 異なる3つの平方数の和3通りで表せる80番目の数である。1つ前は728、次は738。(オンライン整数列大辞典の数列 A025341)
- 1/733 = 0.0013642564802182810368349249658935879945429740791268758526603… (下線部は循環節で長さは61)
  - 逆数が循環小数になる数で循環節が61になる最小の数である。次は1466。
  - 循環節が n になる最小の数である。1つ前の60は61、次の62は30701。(オンライン整数列大辞典の数列 A003060)

## その他 733 に関連すること
- ボーイング733（2707）は、アメリカのボーイングが計画した旅客機。
- アシアナ航空733便墜落事故は、1993年におきた航空事故。
- ネバダ (USS Nevada, SSBN-733) は、アメリカ海軍のオハイオ級原子力潜水艦。
- ヴァントーズ (Ventôse, F 733) は、フランス海軍のフロレアル級フリゲート。
- 733系（733けいでんしゃ）は、北海道旅客鉄道（JR北海道）が2012年（平成24年）に製作した交流通勤形電車である。